# Когда я умирала (фильм)
«Когда я умирала» (англ. As I Lay Dying) — драматический фильм 2013 года режиссёра и актёра Джеймса Франко, рассказывающий о мучительном путешествии семьи, провожающей тело матери в последний путь. Картина основана на одноимённом романе Уильяма Фолкнера — самом популярном и переиздаваемом произведении йокнапатофского цикла, рассказанном 15 голосами в 59 главах и оказавшим непосредственное влияние на многих писателей. После этой ленты Франко снял ещё один фильм по роману Фолкнера — «Шум и ярость».

## Сюжет
История рассказывает о перевозке гроба с телом главы семьи и матери Адди Бандрен (Бет Грант). На её захоронении в родном городе, в соответствии с предсмертной волей покойной,  настоял вдовец Анс Бандрен (Тим Блейк Нельсон) — упорный, подозрительный и беззубый фермер из Миссисипи.  В начале романа и фильма  младший член семьи Бандренов — Вардаман (Брэди Перментер), поймав крупную рыбу, и выпотрошив  её  произносит символическую фразу:  «Моя мать рыба».В течение нескольких дней по пересечённой местности вдоль пыльных дорог у разлившейся  реки, на повозке, запряжённой мулами, к месту назначения, городу  Джефферсону,   едет гроб со всеми членами семьи, в которую входят сам муж Анс и пятеро детей: сделавший гроб  старший Кеш (Джим Пэррак), болеющий психическим заболеванием Дарл (Джеймс Франко), тайно беременная Дьюи Дэлл (Ана О’Райли),  младший Вардаман и  третий сын Джул (Логан Маршалл-Грин) — ребёнок Адди от местного проповедника.  Попытка переправы через брод разлившейся реки приводит к тому, что  повозка опрокидывается, мулы тонут,   гроб оказывается в воде, а  Кеш ломает ногу.  Местный ветеринар  кое-как накладывает шину чтобы стабилизировать кость. Для того, чтобы заплатить за новых мулов,  Анс продаёт любимую лошадь своего сына Джула и путешествие продолжается. Постепенно повозку начинают сопровождать  грифы, привлечённые зловонием, исходящим от гроба.  Ближе к Джефферсону перелом Кеша решают обмазать для крепости   цементом, что приводит к гангрене.  Беременная сестра Дьюи Дэлл ищет фармацевта в городе, чтобы  прервать беременность,  и  платит натурой негодяю -  клерку  из  аптеки, выдавшему себя за доктора.  Дарла, после поджога сарая, где гроб был положен на одну ночь, отправляют в психиатрическую больницу.  Анс Бандрен, попросивший в одном из домов Джефферсона лопаты, чтобы вырыть могилу,  успевает вставить новые зубы. На обратном пути останавливается, чтобы вернуть лопаты, и выходит из дома в сопровождении женщины. Он   представляет её  детям как  миссис Бандрен, свою новую жену. 
| Актёр              | Роль              |
| ------------------ | ----------------- |
| Джеймс Франко      | Дарл Бандрен      |
| Логан Маршалл-Грин | Джул Бандрен      |
| Дэнни Макбрайд     | Вернон Талл       |
| Тим Блейк Нельсон  | Анс Бандрен       |
| Ана О’Райли        | Дьюи Дэлл Бандрен |
| Бет Грант          | Адди Бандрен      |
| Джим Пэррак        | Кеш Бандрен       |
| Брэди Перментер    | Вардаман Бандрен  |
| Джесси Хейман      | Джоди             |
| Скотт Хэйз         | Скит Макгован     |

## Показы и критика
Фильм был показан в программе «Особый взгляд» на 66-м Каннском кинофестивале. После этого, Бойд Ван Хоейдж из «Indiewire» сказал, что картина «имеет своё место в Особом взгляде. Но это не означает, что фильм является шедевром или даже особенно успешным, но намерения, стоящие за ним, явно художественные, а не коммерческие, и здесь была нужна целая коробка кинематографических трюков, чтобы возникла не только конкретная история, но и приблизительно определённый стиль. Попытки найти свой собственный стиль для Франко, учитывая количество его проектов, могут занять ещё несколько десятков фильмов, и возможно, он будет готов к конкуренции в Каннах».
Энтони Скотт из «The New York Times» отметил, что «Франко совершил нечто серьёзное и стоящее. Его фильм „Когда я умирала“, безусловно, амбициозный, но также превосходно скромный. Сценарий, написанный Франко с Мэттом Рэджером, пытается урезать многоголосие повествования Фолкнера до приемлемой сути. Книга представляет собой серию разрозненных монологов, произносимых Адди, её друзьями, родственниками и людьми, встречаемых ими на своём пути к её захоронению», добавив, что фильм «передаёт некоторые из тем Фолкнера и детали семейной истории Бандренов с ясностью и краткостью», и хоть «Франко не совсем собрал всю силу их трагедии, но он, по крайней мере заставит вас узнать об этом». Крис Пэккам из «Village Voice» сказал, что фильм производит неоспоримое чувство тревоги, как будто снят с точки зрения человека с большим депрессивным расстройством. Чтобы быть справедливым, он описывает много символов Фолкнера, однако «Франко превратил книгу, часто читаемую как безрадостное домашнее задание, в плёнку, чувствующую себя таким же образом». Элизабет Вейтцман из «The New York Daily News» заметила, что «экранные композиции, эффекты замедленного воспроизведения, задумчивые крупные планы и протезирование зубов не могут отвлечь от того, чего не хватает: заострённого, но глубокого наблюдения Фолкнера над состоянием похорон человека. Про светлую сторону — хоть фильм достаточно верен, он легче поможет первокурсникам, которым лучше смотреть кино, чем бороться с книгой». Питер Брэдшоу из «The Guardian» сказал, что «„Когда я умирала“ является достойным фильмом, снятым в интеллигентном и творческом духе. Актёрский ансамбль очень силён, со звездой Нельсоном в роли преждевременно постаревшего патриарха, а история представлена доходчиво и уверенно», которую «Франко может записать на свой счёт как квалифицированный выраженный успех, и как ещё одну главу в том, что становится очень заметной карьерой».
Тодд Маккарти из «The Hollywood Reporter» отметил, что «эта странная и загруженная сказка уверяет в том, что никогда не имела задатков популярного фильма для широкой общественности, но для ценителей литературной адаптации и кинематографических проблем она представляет значительный интерес. Это уверенный рассказ Франко с уверенной камерой в умелых руках Кристины Ворос, бродящей вокруг, чтобы захватить важные моменты, и актёров, все из которых, кажется поняли жизнь своих характеров». Кайл Смит из «New York Post» заявил, что «не имею ни малейшего понятия, как адаптировать „Когда я умирала“ Уильяма Фолкнера для экрана, но в отличие от Джеймса Франко, я, во всяком случае, не пробовал», добавив, что фильм выглядит «тупой коллекцией бессмысленных монологов от актёров, которые не могут даже побеспокоиться о том, чтобы соответствовать свои акцентам. Франко дилетант, и это показано».